# 邵韋傑
邵韋傑（藝名：安德森，1992年8月21日—），台灣男演員、表演指導、劇場導演，現為八月表演工作室 （页面存档备份，存于）負責人。
畢業於中國文化大學戲劇學系，曾赴上海新偶像藝術學校進修戲劇，受過邁斯納表演技巧兩年訓練。多年來活躍於劇場與影視產業，兼具演出、創作、教學及演講經驗。曾參與演出公視影集《茶金》、《我們與惡的距離》，電影《BIG》、《生而為人》、《削瘦的靈魂》等。
其教學以訓練專業演員為核心，透過多元化的表演系統，深入發掘人的特質，培養專業演員心理素質，並打造個人化的表演風格。憑藉豐富的實務經驗，曾與多位影像導演跨世代合作，是台灣少數擁有現場指導經驗的表演老師，深受業界推崇，其參與兒少演員表演指導作品多次入圍國內外影展，包含《小雁與吳愛麗》、《餘燼》、《BIG》、《少男少女》、《咒》、《橋頂少年》、《少年阿堯》、《梅莉》、《用九柑仔店》等，為台灣新演員幕後推手之一，連續三年打造金馬獎最佳新演員入圍紀錄。2024受邀周星馳電影團隊擔任《女足》亞洲區決選評審。
首部微電影創作《出走的第五封信》榮獲第15屆 myfone 行動創作獎「百萬首獎」與「最佳人氣獎」，評審大讚：作品已有國際水準，期待未來發展。因自身經驗而關注失智及老人議題，發表展演作品《親愛的陌生人》系列，成為社會大眾矚目焦點。
曾擔任北都電視台《七十二張面具》訪談性藝文節目主持人。